# Pahlav d'Armènia
Pahlav va ser marzban d'Armènia de l'any 581 al 588.
Segons l'historiador Sebeos, després del marzban Varaz-Vzur, va arribar el gran marzban Pahlav, que va estar-se al poder durant set anys i després va marxar. Va guanyar una batalla al Shirak. Vardanes II Mamiconi es va retirar a territori de l'Imperi Romà d'Orient i va passar al servei de l'emperador junt amb els seus fidels i els nakharark aliats. El comte Maurici (més tard emperador) va construir a la frontera, entre la Sofanene i l'Arzanene, la fortalesa de Samokarton a la vora del riu Nymphios (a Batman Su). El 588 el general romà d'Orient Philippicos va guanyar una batalla sobre els perses a Solakhon, al sud de Mardin, i va entrar a l'Arzanene on va deportar a la població armènia que hi restava.
El 588 el va substituir Fraates.